# Право любити (фільм, 1930)
«Право любити» (англ. The Right to Love) — американська драма режисера Річарда Воллеса 1930 року.

## Сюжет
Історія взаємин матері і дочки, у яких відбувається серйозний злам після того, як дочка дізнається, що вона — незаконно народжена…

## У ролях
- Рут Чаттертон — Брукс Еванс / Наомі Келлогг
- Пол Лукас — Ерік
- Девід Меннерс — Джо Копленд
- Ірвінг Пічел — Калеб Еванс
- Луїз Макінтош — місіс Копленд
- Оскар Апфель — Вільям Келлогг
- Веда Бакленд — місіс Келлогг
- Роберт Перріш — Віллі
- Лілліен Вест — Марта
- Една Вест — місіс Вайт
- Рут Лайонс — Еліс
- Джордж Бакстер — Тоні
- Вільям Стек — доктор Фоулер
- Джордж С. Пірс — доктор Скаддер
- Денні Мак Грант